# Vi (Sundsvall)
Vi is een plaats in de gemeente Sundsvall in het landschap Medelpad en de provincie Västernorrlands län in Zweden. De plaats heeft 4757 inwoners (2005) en een oppervlakte van 345 hectare. De plaats ligt op het eiland Alnön, de brug die dit eiland met het vasteland verbindt ligt vlak bij de plaats.